# Markus Fothen
Markus Fothen (Neuss, Rin del Nord-Westfàlia, 9 de setembre de 1981) és un exciclista alemany, professional des del 2004 al 2013. És germà del també ciclista Thomas Fothen.
Bon contrarellotgista, com a amateur guanyà el Campionat del món de l'especialitat i dos campionats nacionals.

## Palmarès
- 1999
  - Vencedor d'una etapa del Tour de la regió de Łódź
- 2002
  -  Campió d'Alemanya de contrarellotge sub-23
  - 1r a la Ronda de l'Isard d'Arieja i vencedor d'una etapa
- 2003
  -  Campió del món de contrarellotge sub-23
  -  Campió d'Alemanya de contrarellotge sub-23
  - Campió d'Europa en contrarellotge sub-23
- 2004
  - 1r al Gran Premi de la Forêt-Noire
- 2006
  - 1r a la Luk Challenge Chrono (amb Sebastian Lang)
- 2007
  - Vencedor d'una etapa del Tour de Romandia
- 2008
  - Vencedor d'una etapa de la Volta a Suïssa
  - Vencedor d'una etapa del Rothaus Regio-Tour

### Resultats al Giro d'Itàlia
- 2005. 12è de la classificació general
- 2009. 110è de la classificació general

### Resultats al Tour de França
- 2006. 15è de la classificació general
- 2007. 34è de la classificació general
- 2008. 33è de la classificació general
- 2009. 125è de la classificació general

### Resultats a la Volta a Espanya
- 2006. Abandona
- 2007. 105è de la classificació general